# Johann Braun (Kreisleiter)
Johann Braun (* 6. Dezember 1896 in Markt Piesting; † 15. Mai 1948 in Wien) war ein nationalsozialistischer Kreisleiter im Kreis Neunkirchen.

## Leben
Johann Braun war Bäckergehilfe und leitete von Oktober 1933 bis Juni 1936 die illegale NS-Betriebszellenorganisation für den Bezirk Gloggnitz. Ab Juni 1936 war er NSDAP-Bezirksleiter von Gloggnitz, ab Dezember 1937 Bezirksleiter der innerhalb der NSDAP vereinigten Bezirke Gloggnitz und Neunkirchen. Ab März 1938 wurde Johann Braun kommissarischer Kreisleiter und ab 1. Juni 1938 Kreisleiter des Kreises Neunkirchen. Am 22. Mai 1938 beantragte er die Aufnahme in die NSDAP und wurde rückwirkend zum 1. Mai desselben Jahres aufgenommen (Mitgliedsnummer 6.170.620).  Johann Braun wurde am 24. Mai 1947 vom Volksgerichtshof wegen der Leitung eines Kriegsgerichtsverfahrens am 7. April 1945 und mehrerer anderer Verbrechen zum Tode verurteilt. Auch der SA-Standartenführer Josef Weninger und der HJ-Führer Johann Wallner, die als Standgerichtsgehilfen fungierten, wurden wegen dieses Standgerichtsverfahrens und anderer Verbrechen zum Tode verurteilt. Das Kriegsgericht führte zur Vollstreckung von fünf Todesurteilen gegen Deserteure. Braun, Weninger und Wallner wurden am 15. Mai 1948 hingerichtet.

Roman Gosch, der während des Hängens eines der Opfer erschoss, wurde zu lebenslanger Haft verurteilt. Das Gericht verschonte Goschs Leben aufgrund der schweren Verletzungen, die er während des Krieges erlitten hatte, und der Tatsache, dass das von ihm erschossene Opfer bereits im Sterben lag. Es wurde festgestellt, dass es sich bei der Schießerei tatsächlich um einen Gnadenmord handelte.
„Er hat einen Mann ermordet, der bereits dem Tode geweiht war“.
Gosch wurde 1953 im Rahmen einer Weihnachtsamnestie von Bundespräsident Theodor Körner begnadigt.